# Pierre Gasly
Pierre Gasly (født 7. februar 1996) er en fransk racerkører, som kører for Formel 1-holdet Alpine.

## Tidlige karriere

### Gokarts
Gasly begyndte i gokarts som barn, og begyndte i 2006 at deltage i officielle konkurrencer, og havde gode resultater på både national og international plan.

### Formel 4
Gasly rykkede i 2011 op i formelbiller, da han skiftede til den franske Formel 4-serie. Han imponerede her, da han sluttede på tredjepladsen i sin debutsæson.

### Formel Renault
Gasly rykkede i 2012 til Formel Renault serien. Efter at have sluttet på tiendepladsen i sin debutsæson, skiftede han til Tech 1 Racing-holdet i 2013 og vandt her mesterskabet.
Han skiftede til Formel Renault 3.5 serien i 2014 og sluttede her på andenpladsen bag sin holdkammerat Carlos Sainz Jr.

### GP2 Series
Gasly skiftede i 2015 til GP2 Series. Efter at have sluttet på ottendepladsen i sin debutsæson, skiftede han til Prema Powerteam for 2016-sæsonen og sikrede sig her mesterskabet.

### Japanske Super Formula
Gasly skiftede i 2017 til det japanske Super Formula mesterskab. Han var her med i mesterskabskampen, men måtte nøjes med andenpladsen, da den sidste runde af turneringen blev aflyst.

## Formel 1-karriere

### Test- og reservekører
Gasly blev i december 2013 del af Red Bulls ungdomshold. Han fik sin første smag af Formel 1 som test- og senere reservekører for Toro Rosso og Red Bull i løbet af 2015 og 2016 sæsoner.

### Toro Rosso

#### 2017
Gasly gjorde sin Formel 1 debut med Toro Rosso i den sidste halvdel af 2017 sæsonen, da han blev bragt ind for at erstatte Daniil Kvjat, som havde haft en svær sæson. Han kørte de sidste fem ræs i sæsonen, dog uden at score nogle point.

#### 2018
I november 2017 blev det annonceret at Gasly ville have en fast plads hos Toro Rosso for 2018 sæsonen. Han sikrede sig sine første point i Formel 1 ved sæsonens andet ræs, da han sluttede på fjerdepladsen ved Bahrains Grand Prix. Han sluttede sæsonen på femtendepladsen med 29 point.

### Red Bull

#### 2019
Gasly skiftede til Red Bull ved 2019 sæsonen, efter at Daniel Ricciardo havde skiftet til Renault. Gasly havde en meget skuffende halvsæson hos Red Bull, og efter 12 grand prix, besluttede Red Bull, at udskifte ham med Alex Albon, hvorpå at Gasly ville tage Albons plads hos Toro Rosso.

### Toro Rosso retur

#### 2019
Gasly genfandt sin form hos Toro Rosso, og havde en god slutning på sæsonen. Han opnåede sit første podium i sin Formel 1-karriere ved Brasiliens Grand Prix, hvor han sluttede på andenpladsen i et kaotisk ræs, hvor at flere af favoriterne, herunder Valtteri Bottas og begge Ferrari kører måtte udgå, og Lewis Hamilton fik en tidsstraf for et sammenstød med Alex Albon. Han sluttede sæsonen på syvendepladsen, 3 point over Albon.

#### 2020
Toro Rosso blev omdøbt til AlphaTauri før 2020 sæsonen. Han tog en meget uventet sejr ved Italiens Grand Prix, som mindede om hans andenpladsen fra året før, da begge Ferrari kørere igen måtte udgå sammen med Max Verstappen, og Hamilton igen fik en tidsstraf. Han blev her den første franske kørere til at vinde et Formel 1 ræs siden Olivier Panis i 1996. Han sluttede sæsonen på tiendepladsen.

#### 2021
Gasly fortsatte hos AlphaTauri i 2021 sæsonen. Han opnåede sit tredje podium i Formel 1, efter at han kom på tredjepladsen i Aserbajdsjans Grand Prix. Han havde i sæsonen sin pointmæssige bedste sæson i sin karriere, da han sluttede med 110 point, som var godt nok til niendepladsen.

#### 2022
Gasly fortsatte hos Alpha Tauri i 2022 sæsonen. Sæsonen var en skuffelse for AlphaTauri og Gasly, som ikke var ligeså konkurrencedygtige som i forrige sæsoner, og han måtte nøjes med 23 point og fjortendepladsen i sæsonen.

### Alpine

#### 2023
Det blev i oktober 2022 annonceret, at Gasly ville skifte til Alpine for 2023 sæsonen, og hermed ville det franske hold have to franske kørere med Gasly og Esteban Ocon.